# Hecatonquir

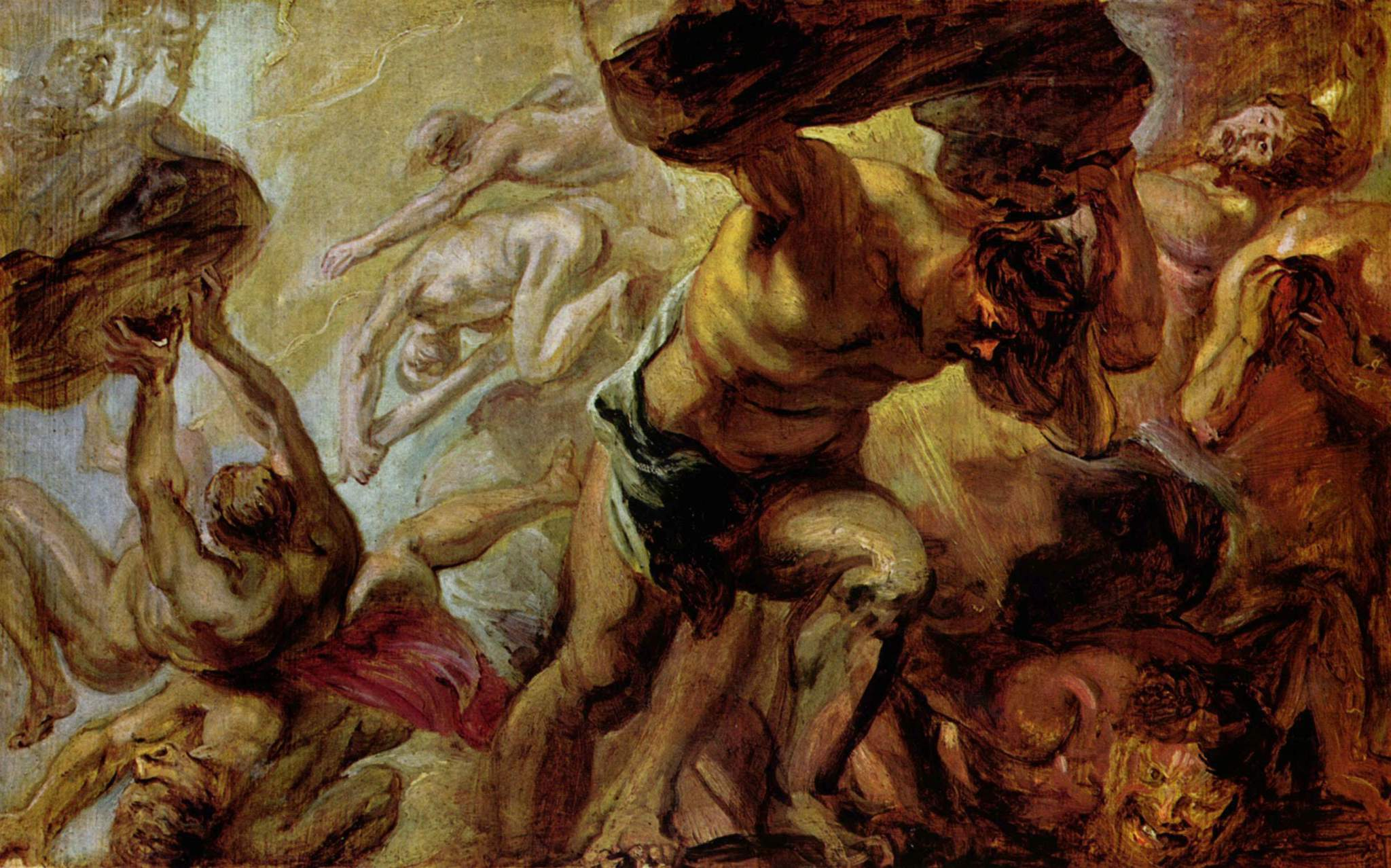
"La caiguda dels gegants" (hecatonquirs llançant roques contra els titans), pintura de Peter Paul Rubens, 1637-1638, Museu Reial de Belles Arts de Bèlgica, Brussel·les)

En la mitologia grega, els hecatonquirs (en grec, Eκατόνχειρες Hekatonkheires o Έκατόνταχειρας Hekatontakheiras, «els de cent mans»), coneguts també com a centímans (del llatí Centimani), eren gegants amb cent braços i cinquanta caps, fills de Gea i d'Urà. Els hecatonquirs eren tres: Briàreu (Βριάρεως, «fort»), Gies (Γύης, «de membres grossos») i Cotos (Κοττος, «copejador»). Homer fa servir dos noms per al primer: Briàreu i Egeó (Αἰγαίων «cabra de mar»), però aquest nom també era el d'un déu de la mar diferent. Alguns cops són considerats com deïtats de la mar.

## Hesíode
Poc després que nasquessin, el seu pare Urà, com que els considerava repulsius, els va tornar a ficar dins del ventre de la mare, causant-li grans dolors, motiu pel qual Gea es va aliar amb Cronos perquè s'enfrontés amb Urà. Ells l'ajudaren a capar Urà amb una harpe. Després que ajudessin Cronos, aquest els va tancar al Tàrtar, on romangueren vigilats per Campe. Urà, en ser enderrocat, va predir que Cronos també seria enderrocat per un dels seus fills, per això Cronos es menjava els fills que tenia tan bon punt naixien, llevat de Zeus que es va salvar perquè la seva mare el va amagar. Quan va sorgir la guerra dels titans, Zeus, aconsellat per Gea, va rescatar els hecatonquirs del Tàrtar i van lluitar contra Cronos i els altres titans llançant roques de cent en cent.
Acabada la guerra, els hecatonquirs s'establiren en palaus al riu Oceà, i es convertiren en els guardians de les portes del Tàrtar, on Zeus havia tancat els titans. Briàreu va rebre de Posidó la mà de la seva filla, Cimopolea i de la unió va néixer la nimfa Eòlice.

## Homer
En l'Ilíada hi ha una història que no es troba en cap altre lloc, que explica que en algun moment els déus intentaren destronar Zeus, fins i tot Hera, Atena i Posidó van arribar a encadenar-lo, però fracassaren quan Tetis invocà els hecatonquirs i aquests acudiren en la seva ajuda.

## Diferents versions
Homer, Hesíode i autors com el Pseudo-Apol·lodor i Gai Juli Higí van escriure sobre els hecatonquirs en general, mentre que altres autors esmenten cadascun dels germans hecatonquirs per separat.
L'hecatonquir del qual més s'ha escrit és Briàreu. En un escoli d'Apol·loni Rodi es diu que Egeó (que els déus anomenaven Briàreu) era fill de Gea i Pontos. Governava sobre la mar Egea a Eubea, era enemic de Posidó i va inventar dels vaixells de guerra de cinquanta remers, els pentekonter.
El geògraf Pausànies esmenta un mite que havia sentit narrar a Corint segons el qual Briàreu fou l'àrbitre en una disputa entre Posidó i Hèlios, és a dir entre la mar i el sol: va decidir que l'istme de Corint pertanyia a Posidó i l'acròpoli de la ciutat (Acrocorint) estaria consagrada a Hèlios.
A Les Metamorfosis i a la Vida de Filòstrat Briàreu és una deïtat marina. Hesíode va reconciliar els arcaics hecatonquirs amb els déus del panteó olímpic, fent que Briàreu fos gendre de Posidó en casar-se amb Cimopolea.